# Мокра гора
Вижте пояснителната страница за други значения на Мокра.
Мокра гора (от гора → планина), Мокра планина или Мокна е планина, североизточно разклонение на Проклетия. Намира се на границата между Сърбия, Косово и Черна гора. Мокра гора съединява Албанските Алпи с Динарската верига.
Най-високите върхове са Поглед (2156 м) и Белег (2102 м). Връх Поглед представлява тройна гранична точка за тези държави. Това го прави втори по височина връх в Сърбия, след също граничния (с България) Миджур (2168 м) в Западна Стара планина.
Мокра гора е вододел между реките на северозапад в долината на Плав в Черна гора, притоци на Лим, и на югоизток - на Бели Дрин, които спадат съответно към Черноморския и Адриатическия водосборен басейн. Разположена е също и на вододела между Ибър в т.нар. Ибърски Колашин и Бели Дрин. От страната на Ибър е изграден язовира Газивода.